# Dion Fortune
Violet Mary Firth Evans, nacida Violet Mary Firth (6 de diciembre de 1890 - 8 de enero de  1946), más conocida como «Dion Fortune», fue una mistica y escritora británica. Su seudónimo está inspirado en el lema de familia «Deo, non fortuna» (en latín: «Dios, no el destino»).

## Primeros años
Nació en Bryn-y-Bia (Llandudno, Gales), y creció en una familia donde se practicaba rigurosamente la Ciencia Cristiana. Contaba que a los cuatro años tuvo visiones de la Atlántida, y que desarrolló habilidades psíquicas a los veinte años; en esta época sufrió una crisis nerviosa. Después de su recuperación se sintió atraída por lo oculto. Se unió a la Sociedad Teosófica y asistió a clases de psicología y psicoanálisis en la Universidad de Londres, y se convirtió en psicoterapeuta lega en la Clínica Médico-Psicológica de Brunswick Square.
Su primer mentor en magia fue el ocultista y francmasón irlandés Theodore Moriarty. En 1919 fue iniciada en el Templo de Londres de la Alpha et Omega antes de cambiarse a la orden Stella Matutina.

## Escritos
A partir de 1919 empezó a escribir algunas novelas y cuentos que exploraban diversos aspectos de la magia y el misticismo, como The Demon Lover, The Winged Bull, The Goat-Foot God, y The Secrets of Dr. Taverner. Este último es una colección de relatos cortos basados en sus experiencias con Theodore Moriarty. Dos de sus novelas, The Sea Priestess y Moon Magic, influyeron en la religión de la brujería, en particular sobre Doreen Valiente.
Entre sus libros de no-ficción sobre temas de magia, los más recordados son: The Cosmic Doctrine (La Doctrina Cósmica, llamado a ser una recopilación de sus enseñanzas básicas sobre misticismo), The Mystical Qabalah (La Cábala Mística, una introducción a la Cábala Hermética), y Psychic Self Defence (Autodefensa psíquica, un manual sobre cómo protegerse de ataques psíquicos). Si bien algunos de sus escritos pueden parecer dirigidos a los lectores de su época, poseen la virtud de la lucidez y eluden la oscuridad deliberada que caracteriza a la gran mayoría de sus precursores y contemporáneos.

## Carrera mágica posterior
Fortune se enemistó con Moina Mathers, líder de Alpha et Omega, y explicaba que fue objeto de un ataque de magia. En 1922, con el consentimiento de Moina, Dion Fortune abandonó el Alpha et Omega, y con su marido Penry Evans fundó la Hermandad de la Luz Interior como filial del Alpha et Omega. Esto atrajo a nuevos miembros a Alpha et Omega. El grupo de Fortune se denominó luego «La Hermandad de la Luz Interior», y cambió posteriormente su nombre a «La Sociedad de la Luz Interior». Esta sociedad sería el foco de su trabajo durante el resto de su vida. Su obra maestra The Mystical Qabalah (Cábala mística) se publicó en primer lugar en Inglaterra en 1935, y es considerado por muchos ocultistas como uno de los mejores libros de texto sobre magia jamás escritos. Murió de leucemia el 8 de enero de 1946, a la edad de 55 años.
Dion Fortune conoció y mantuvo correspondencia con Aleister Crowley, a quien muestra su agradecimiento en la introducción de The Mystical Qabalah.
Dion Fortune participó en la «Batalla Mágica de Inglaterra», que era un intento de los ocultistas británicos de ayudar con la magia al esfuerzo en la guerra y a aquellos que esperaban impedir la inminente invasión alemana durante los más oscuros días de la Segunda Guerra Mundial. Sus esfuerzos al respecto están registrados en una serie de cartas que escribió en esa época. Se supone que el esfuerzo invertido en tal empresa contribuyó a su temprana muerte acaecida poco después de acabada la guerra. Su Sociedad de la Luz Interior sigue en activo, y ha ocasionado el nacimiento de otras órdenes, como The London Group, hasta hace poco liderado por Charles Fielding, y Servants of the Light (Servidores de la Luz), dirigido por Dolores Ashcroft-Nowicki.